# Ronen Rubinstein
Ronen Rubinstein (Hebräisch: רונן רובינשטיין, /ˈruːbɪnstaɪn/,* 7. November 1993 in Rehovot, Israel) ist ein US-amerikanischer Schauspieler, Drehbuchautor, Regisseur und Umweltaktivist.

## Leben
Rubinstein wurde in Israel geboren und hat eine Schwester. Seine Familie übersiedelte in die USA, wo er eine High School in der Region Staten Island besuchte und seinen Abschluss machte. 2012 zerstörte der Hurrikan Sandy das Haus seiner Familie. 
Danach begann er sich stärker mit Klimaschutz auseinanderzusetzen.

## Karriere
Rubinsteins erste Filmrolle war die des Gangsta im Film Detachment (2011). Im selben Jahr spielte er als Insurgent 2 im Kurzfilm Katya sowie 2012 im Kurzfilm A Promise Is a Promise. 2013 schrieb, inszenierte und spielte er in Something in the Way. Seinen Durchbruch als Schauspieler hatte er mit einer Rolle in der Fernsehserie Orange Is the New Black, wo er in Staffel 3, Episode 10 als Nathan zu sehen war. 
2016 übernahm er die Rolle des Alex Powell in der Fernsehserie Dead of Summer. 2020 wurde ihm neben Rob Lowe eine Hauptrolle in der Fernsehserie 9-1-1: Lone Star angeboten, ein Spin-off der Serie 9-1-1: Notruf L.A. Er übernahm die Rolle des TK Strand. Im Sommer 2021 war er als Matt Webb in der Folge BA‘AL der Serie American Horror Stories neben Billie Lourd zu sehen.

## Engagement
Rubinstein ist Botschafter für The Ocean Cleanup, einer Non-Profit-Organisation mit dem Ziel, Müll aus den Ozeanen zu sammeln.

## Filmografie (Auswahl)

### Schauspieler
- 2011: Detachment
- 2013: It Felt Like Love
- 2013: Something in the Way
- 2014: Jamie Marks Is Dead
- 2015: Orange Is the New Black (Fernsehserie, Episode: 3x10)
- 2015: Condemned
- 2015: Some Kind Of Hate: Von Hass erfüllt
- 2016: Dead of Summer (Fernsehserie, 10 Episoden)
- 2017: Smartass
- 2018: Dude
- 2019: Bushwick Beats (Brooklyn Love Stories)
- 2020–2025: 9-1-1: Lone Star (Fernsehserie, 72 Episoden)
- 2020: Follow Me
- 2020: Smiley Face Killers
- 2021: American Horror Stories (Fernsehserie, Episode 1x05)[4]

### Autor und Regisseur
- 2013: Something in the Way